# Wunderpus photogenicus
Wunderpus photogenicus ist eine Art der Kopffüßer aus der Familie der Echten Kraken (Octopodidae). Die Gattung Wunderpus ist monotypisch mit W. photogenicus als einziger Art. Der Krake wurde bisher in flachen Gewässern vor Bali, Nordsulawesi, den Philippinen und Ostvanuatu gefunden. Er wurde im Jahr 2006 wissenschaftlich beschrieben.

## Beschreibung
Wunderpus photogenicus ist eine langarmige Art, gekennzeichnet durch kleine Augen auf länglichen Stielen, eine lange, konische Ausstülpung (Papille) über jedem Auge und ein auffälliges festes Farbmuster aus weißen Balken und Flecken über einem braun-roten Hintergrund. Er hat scharf abgegrenzte weiße Flecken auf dem Mantel und ringförmige Streifen an den Armen. Bei Wunderpus fehlt die helle weiße Linie an der Basis der Saugnäpfe, wie sie beim gleichfarbigen Thaumoctopus mimicus („Mimik-Oktopus“) vorkommt, mit dem W. photogenicus oft verwechselt wird. Beide können variable Aktivitätsmuster haben. Wunderpus photogenicus neigt dazu, bei Dämmerung von Höhlen aus Sand aufzuwirbeln und ist ein Dämmerungsjäger; Thaumoctopus mimicus ist hingegen tagaktiv. Jungtiere können durch ihre einzigartigen Chromatophorenmuster identifiziert werden.

## Vorkommen
Wunderpus photogenicus wurde bisher ausschließlich vor indomalaiischen Küsten entdeckt. Fundorte sind Malaysia, Vanuatu, Papua-Neuguinea, Indonesien und der Norden der Philippinen. Sein Lebensraum ist weiches Sediment in flachen Gewässern (typischerweise unter 20 Meter Tiefe).

## Verhalten
Die Art ist noch wenig erforscht. Bekannt ist, dass diese Tiere räuberisch sind. Sie jagen bevorzugt in der Dämmerung. Ihre Nahrung besteht aus kleinen Fischen und Krustentieren. In der Regel fangen sie ihre Beute, indem sie ihren Körper in weichem Sand eingraben, sodass nur zwei Spitzen ihrer Tentakel herausragen, was kleinen Würmern ähnelt. Nähert sich geeignete Beute, schießt Wunderpus blitzschnell hervor und packt sie. Zur Abwehr von Fressfeinden besitzt W. photogenicus etliche Möglichkeiten andere, bevorzugt giftige Tierarten zu imitieren. Um beispielsweise einen Feuerfisch nachzuahmen, werden die Arme gespreizt. Weiterhin ist bekannt, dass Seeschlangen und verschiedene Fische imitiert werden können.

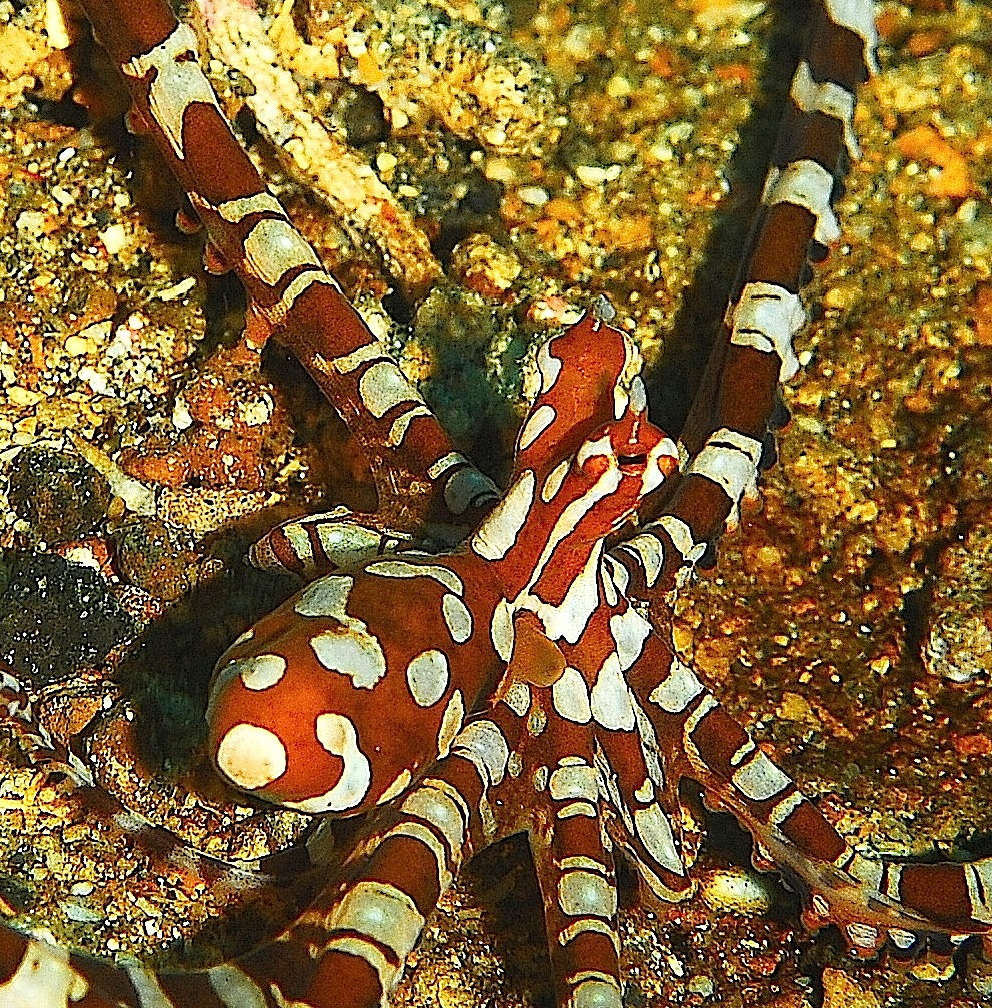
Nahaufnahme des Wunderpus
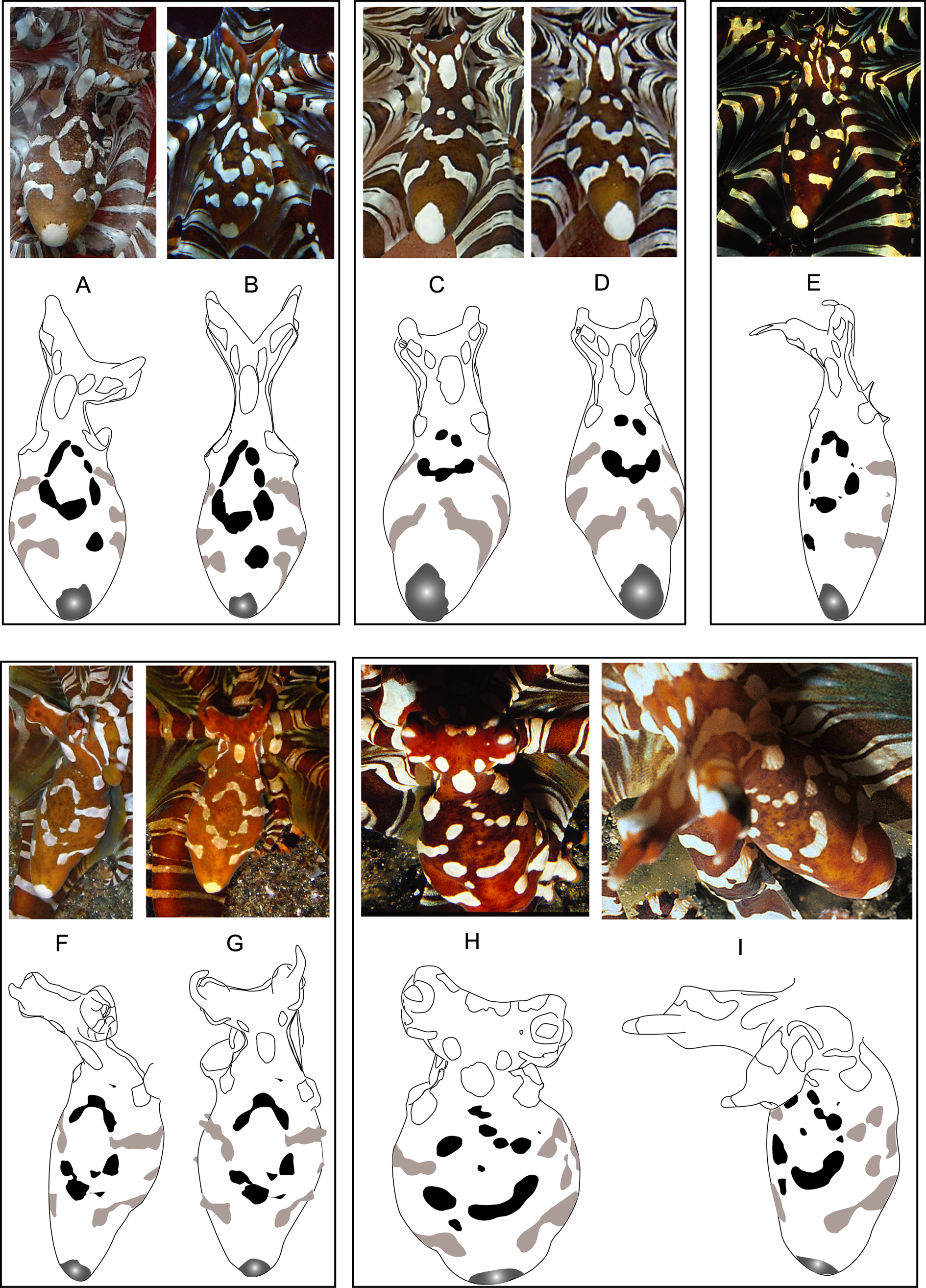
Anordnung der weißen Markierungen auf dem Mantelrücken bei fünf verschiedenen Exemplaren